# Síndrome de Ganser
La síndrome d'Ganser és un trastorn mental infreqüent, classificat dins dels trastorns dissociatius. El subjecte amb síndrome de Ganser es caracteritza per respondre a les preguntes d'una manera cridanera, aproximada, sense sentit o evidentment errònia. Pot manifestar altres símptomes dissociatius com fugida, amnèsia o trastorn de conversió i un estat de consciència disminuït
Els símptomes es poden acompanyar d'ansietat (és un trastorn d'ansietat), símptomes de conversió, confusió, ecolàlia i ecopraxia.